# Campionat d'Europa de bàsquet masculí de 1995
El XXIX Campionat d'Europa masculí de bàsquet fou celebrat a Atenes (Grècia), entre el 21 de juny i el 2 de juliol de 1995. També rep la denominació d'Eurobasket 1995.

## Grups
Els 14 equips participants en el campionat es dividiren inicialment en 2 grups, de manera que els 4 primers classificats de cadascun avançaven a l'eliminatòria de quarts de final.
| Grup A - Lituània - Alemanya - Grècia - Itàlia - Israel - Iugoslàvia - Suècia | Grup B - Croàcia - Finlàndia - França - Rússia - Espanya - Eslovènia - Turquia |

## Primera fase

### Grup A
| Equip      | J | G | P | T+  | T-  | DT   | PTS |
| ---------- | - | - | - | --- | --- | ---- | --- |
| Iugoslàvia | 6 | 6 | 0 | 490 | 411 | +79  | 12  |
| Lituània   | 6 | 5 | 1 | 513 | 442 | +71  | 11  |
| Grècia     | 6 | 4 | 2 | 448 | 430 | +18  | 10  |
| Itàlia     | 6 | 3 | 3 | 438 | 433 | +5   | 9   |
| Israel     | 6 | 2 | 4 | 419 | 417 | +2   | 8   |
| Alemanya   | 6 | 1 | 5 | 448 | 488 | -40  | 7   |
| Suècia     | 6 | 0 | 6 | 393 | 528 | -135 | 6   |

| Data     | Partit     | Partit | Partit     | Resultat |
| -------- | ---------- | ------ | ---------- | -------- |
| 21.06.95 | Alemanya   | -      | Lituània   | 82-96    |
| 21.06.95 | Israel     | -      | Itàlia     | 71-73    |
| 21.06.95 | Grècia     | -      | Iugoslàvia | 80-84    |
| 22.06.95 | Itàlia     | -      | Alemanya   | 68-67    |
| 22.06.95 | Lituània   | -      | Grècia     | 89-73    |
| 22.06.95 | Suècia     | -      | Israel     | 62-87    |
| 23.06.95 | Iugoslàvia | -      | Lituània   | 70-61    |
| 23.06.95 | Alemanya   | -      | Suècia     | 81-71    |
| 23.06.95 | Grècia     | -      | Itàlia     | 67-61    |
| 24.06.95 | Itàlia     | -      | Iugoslàvia | 74-87    |
| 24.06.95 | Israel     | -      | Alemanya   | 78-60    |
| 24.06.95 | Suècia     | -      | Grècia     | 68-86    |
| 26.06.95 | Iugoslàvia | -      | Suècia     | 85-58    |
| 26.06.95 | Grècia     | -      | Israel     | 59-49    |
| 26.06.95 | Lituània   | -      | Itàlia     | 80-69    |
| 27.06.95 | Israel     | -      | Iugoslàvia | 59-72    |
| 27.06.95 | Suècia     | -      | Lituània   | 73-96    |
| 27.06.95 | Alemanya   | -      | Grècia     | 79-83    |
| 28.06.95 | Itàlia     | -      | Suècia     | 93-61    |
| 28.06.95 | Iugoslàvia | -      | Alemanya   | 92-79    |
| 28.06.95 | Lituània   | -      | Israel     | 91-75    |

### Grup B
| Equip     | J | G | P | T+  | T-  | DT   | PTS |
| --------- | - | - | - | --- | --- | ---- | --- |
| Croàcia   | 6 | 6 | 0 | 534 | 464 | +70  | 12  |
| Espanya   | 6 | 4 | 2 | 499 | 473 | +26  | 10  |
| Rússia    | 6 | 4 | 2 | 577 | 508 | +69  | 10  |
| França    | 6 | 4 | 2 | 496 | 466 | +30  | 10  |
| Eslovènia | 6 | 2 | 4 | 505 | 506 | -1   | 8   |
| Turquia   | 6 | 1 | 5 | 462 | 539 | -77  | 7   |
| Finlàndia | 6 | 0 | 6 | 457 | 574 | -117 | 6   |

| Data     | Partit    | Partit | Partit    | Resultat |
| -------- | --------- | ------ | --------- | -------- |
| 21.06.95 | Rússia    | -      | Finlàndia | 126-74   |
| 21.06.95 | Eslovènia | -      | França    | 68-89    |
| 21.06.95 | Espanya   | -      | Turquia   | 85-70    |
| 22.06.95 | Croàcia   | -      | Eslovènia | 91-83    |
| 22.06.95 | França    | -      | Rússia    | 65-85    |
| 22.06.95 | Finlàndia | -      | Espanya   | 74-87    |
| 23.06.95 | Turquia   | -      | Finlàndia | 81-79    |
| 23.06.95 | Espanya   | -      | França    | 75-86    |
| 23.06.95 | Rússia    | -      | Croàcia   | 94-100   |
| 24.06.95 | França    | -      | Turquia   | 90-76    |
| 24.06.95 | Eslovènia | -      | Rússia    | 82-92    |
| 24.06.95 | Croàcia   | -      | Espanya   | 80-70    |
| 26.06.95 | Turquia   | -      | Croàcia   | 68-90    |
| 26.06.95 | Finlàndia | -      | França    | 81-94    |
| 26.06.95 | Espanya   | -      | Eslovènia | 88-85    |
| 27.06.95 | Eslovènia | -      | Turquia   | 93-74    |
| 27.06.95 | Croàcia   | -      | Finlàndia | 92-77    |
| 27.06.95 | Rússia    | -      | Espanya   | 78-94    |
| 28.06.95 | Finlàndia | -      | Eslovènia | 72-94    |
| 28.06.95 | Turquia   | -      | Rússia    | 93-102   |
| 28.06.95 | França    | -      | Croàcia   | 72-81    |

## Fase final
|  | Quarts de final | Quarts de final |             |        | Semifinals  | Semifinals  |  |  | Final       | Final |
|  |                 |                 |             |        |             |             |  |  |             |       |
|  | 30 de juny      |                 |             |        |             |             |  |  |             |       |
|  |                 |                 |             |        |             |             |  |  |             |       |
|  | Rússia          | 71              |             |        |             |             |  |  |             |       |
|  | Rússia          | 71              | 1 de juliol |        |             |             |  |  |             |       |
|  | Lituània        | 82              |             |        |             |             |  |  |             |       |
|  | Lituània        | 82              | Lituània    | 90     |             |             |  |  |             |       |
|  | 30 de juny      |                 | Lituània    | 90     |             |             |  |  |             |       |
|  |                 | Croàcia         | 80          |        |             |             |  |  |             |       |
|  | Itàlia          | Croàcia         | 80          | 61     |             |             |  |  |             |       |
|  | Itàlia          |                 | 2 de juliol | 61     |             |             |  |  |             |       |
|  | Croàcia         | 71              |             |        |             |             |  |  |             |       |
|  | Croàcia         | 71              | Lituània    | 90     |             |             |  |  |             |       |
|  | 30 de juny      |                 | Lituània    | 90     |             |             |  |  |             |       |
|  |                 | Iugoslàvia      | 96          |        |             |             |  |  |             |       |
|  | Grècia          | Iugoslàvia      | 96          | 66     |             |             |  |  |             |       |
|  | Grècia          | 1 de juliol     |             | 66     |             |             |  |  |             |       |
|  | Espanya         | 64              |             |        |             |             |  |  |             |       |
|  | Espanya         | 64              | Grècia      | 52     | Tercer lloc | Tercer lloc |  |  |             |       |
|  | 30 de juny      |                 | Grècia      | 52     | Tercer lloc | Tercer lloc |  |  |             |       |
|  |                 | Iugoslàvia      | 60          |        |             |             |  |  |             |       |
|  | França          | Iugoslàvia      | 60          | 86     | Croàcia     | 73          |  |  |             |       |
|  | França          |                 |             | 86     | Croàcia     | 73          |  |  |             |       |
|  | Iugoslàvia      | 104             |             | Grècia | 68          |             |  |  |             |       |
|  | Iugoslàvia      | 104             |             |        | 68          |             |  |  |             |       |
|  |                 |                 |             |        |             |             |  |  | 2 de juliol |       |
|  |                 |                 |             |        |             |             |  |  |             |       |

### Eliminatòries del 5è al 8è lloc
| Data     | Partit | Partit | Partit  | Resultat |
| -------- | ------ | ------ | ------- | -------- |
| 01.07.95 | Rússia | -      | Itàlia  | 70-80    |
| 01.07.95 | França | -      | Espanya | 74-75    |

#### Setè lloc
| Data     | Partit | Partit | Partit | Resultat |
| -------- | ------ | ------ | ------ | -------- |
| 02.07.95 | Rússia | -      | França | 108-89   |

#### Cinquè lloc
| Data     | Partit | Partit | Partit  | Resultat |
| -------- | ------ | ------ | ------- | -------- |
| 02.07.95 | Itàlia | -      | Espanya | 82-75    |

## Medaller
|            |          |         |
| Iugoslàvia | Lituània | Croàcia |

## Classificació final[2]
| 1. - Iugoslàvia |
| 2. - Lituània   |
| 3. - Croàcia    |
| 4. - Grècia     |
| 5. - Itàlia     |
| 6. - Espanya    |
| 7. - Rússia     |
| 8. - França     |
| 9. - Israel     |
| 10. - Alemanya  |
| 11. - Suècia    |
| 12. - Eslovènia |
| 13. - Turquia   |
| 14. - Finlàndia |

## Plantilles dels 4 primers classificats
- Medalla d'or:  Iugoslàvia

Vlade Divac, Žarko Paspalj, Zoran Savić, Predrag Danilović, Aleksandar Đorđević, Dejan Bodiroga, Željko Rebraca, Saša Obradovic, Dejan Tomaševic, Zoran Sretenovic, Miroslav Beric, Dejan Koturović (Entrenador: Dusan Ivkovic).
Medalla d'argent:  Lituània}
Arvydas Sabonis, Šarūnas Marčiulionis, Arturas Karnišovas, Rimas Kurtinaitis, Valdemaras Chomicius, Gintaras Einikis, Arunas Visockas, Gintaras Krapikas, Gvidonas Markevicius, Saulius Štombergas, Mindaugas Timinskas, Darius Lukminas (Entrenador: Vladas Garastas).
Medalla de bronze:  Croàcia
Toni Kukoc, Dino Rađa, Stojan Vranković, Arijan Komazec, Velimir Perasović, Vladan Alanovic, Veljko Mrsic, Ivica Zuric, Alan Gregov, Davor Pejcinovic, Josip Vrankovic, Ivica Maric (Entrenador: Aza Petrovic).
Quart lloc:  Grècia
Panagiotis Giannakis, Panagiotis Fassoulas, Fanis Christodoulou, Nikos Ekonomou, Fragiskos Alvertis, Giorgos Sigalas, Dinos Angelidis, Lefteris Kakiousis, Efthimis Bakatsias, Tzanis Stavrakopoulos, Kostas Patavoukas, Efthymis Rentzias (Entrenador: Makis Dendrinos).

## Trofeus individuals

### Millor jugador del campionat (MVP)
| MVP                           |
| Lituània Šarūnas Marčiulionis |

### Quintet ideal del campionat
- Arvydas Sabonis  Lituània
- Šarūnas Marčiulionis  Lituània
- Toni Kukoc  Croàcia
- Vlade Divac  Iugoslàvia
- Fanis Christodoulou  Grècia

### Màxims anotadors totals
|   | Jugador                       | Punts | Partits | Punts per partit |
| - | ----------------------------- | ----- | ------- | ---------------- |
| 1 | França Yann Bonato            | 195   | 9       | 21,6             |
| 2 | Lituània Šarūnas Marčiulionis | 180   | 8       | 22,5             |
| 3 | Lituània Artūras Karnišovas   | 178   | 9       | 19,7             |
| 4 | Lituània Arvydas Sabonis      | 174   | 8       | 21,7             |
| 5 | Espanya Alberto Herreros      | 165   | 9       | 18,3             |

### Máximos anotadores (punts per partit)[3]
|    | Jugador                       | Punts per partit | Punts | Partits jugats |
| -- | ----------------------------- | ---------------- | ----- | -------------- |
| 1  | Lituània Šarūnas Marčiulionis | 22,5             | 180   | 8              |
| 2  | Lituània Arvydas Sabonis      | 21,7             | 174   | 8              |
| 3  | França Yann Bonato            | 21,6             | 195   | 9              |
| 4  | Alemanya Michael Koch         | 21,5             | 129   | 6              |
| 5  | Croàcia Arijan Komazec        | 20,2             | 164   | 8              |
| 6  | Eslovènia Teoman Alibegovic   | 20,1             | 121   | 6              |
| 7  | Lituània Artūras Karnišovas   | 19,7             | 178   | 9              |
| 8  | Rússia Sergei Bazarevich      | 18,37            | 147   | 8              |
| 9  | Espanya Alberto Herreros      | 18,3             | 165   | 9              |
| 10 | Iugoslàvia Predrag Danilović  | 17,4             | 157   | 9              |
| 11 | Rússia Sergei Babkov          | 16,8             | 151   | 9              |
| 12 | Eslovènia Slavko Kotnik       | 16,6             | 100   | 6              |

## La final
La final disputada entre les seleccions nacionals de Iugoslàvia i Lituània va estar marcada per la polèmica. La tensió va augmentar després d'una falta tècnica senyalada per l'àrbitre nord-americà George Toliver sobre el pivot lituà Arvydas Sabonis, la qual generà molta controvèrsia.
Després de diverses decisions arbitrals en contra de la selecció lituana, el capità de l'equip, Šarūnas Marčiulionis, exhortà als seus companys a abandonar el terreny de joc. Després d'uns minuts, Aleksandar Đorđević, posteriorment màxim golejador de la final, aconseguir convèncer el capità lituà per a poder acabar de disputar el partit.
Quan la selecció lituana tornà a pista, Iugoslàvia guanyava per 89-83 a falta d'un parell de minuts per a la finalització del partit. Els jugadors Arvydas Sabonis i Rimas Kurtinaitis no pogueren tornar a jugar, ja que estaven eliminats per acumulació de faltes personals. Malgrat l'esforç de l'equip lituà per superar les adversitats, fou superat per l'equip iugoslau per 96 a 90.
Després de la victòria iugoslava, l'afició grega, la qual va animar durant tot el partit als lituans (cal recordar que havia perdut contra els iugoslaus a la ronda de semifinals), mostraren el seu enuig a la cerimònia d'entrega de medalles, cridant "Lituània és la campiona!" A més a més, l'equip croat, classificat en tercer lloc, es negà a pujar el podi per no escoltar l'himne iugoslau. Tot això generà un ambient enrarit que augmentà la polèmica d'aquesta final.